# Hulshout
Hulshout (nederländskt uttal: [ˈɦɵlsɦʌut]) är en kommun i provinsen Antwerpen i regionen Flandern i Belgien. Kommunen har cirka 10 471 invånare (2020).